# IC 3872
IC 3872 ist eine elliptische Galaxie vom Hubble-Typ E im Sternbild Coma Berenices am Nordsternhimmel. Sie ist schätzungsweise 862 Millionen Lichtjahre von der Milchstraße entfernt und hat einen Durchmesser von etwa 75.000 Lichtjahren.
Das Objekt wurde am 27. Januar 1904 von Max Wolf  entdeckt.